# Monte Senes
Il Monte Senes con i suoi 863 metri d'altezza è il rilievo più alto dei Monti Remule, catena montuosa della Sardegna centro-orientale  che attraversa la regione delle Baronie in direzione SO-NE.
Situato nel comune di Irgoli, è contraddistinto dalle creste di leucograniti visibili da tutti i comuni delle Baronie, posizionandovisi al centro; dai suoi pendii ricchi di sorgenti è possibile osservare la valle del Cedrino e i monti del Gennargentu a sud, le vette del Monte Albo ad ovest e ad est quasi tutto il tratto di costa che va dal Golfo di Orosei fino all'isola di Tavolara a nord. 

## Significato del nome
Il nome in sardo Monte 'e s'Enes si traduce alla lettera con "Monte delle Vene", dove vene stanno per "vene d'acqua" (il vocabolo 'èna sta sia per vaso sanguigno che per falda acquifera), in riferimento alle numerose sorgenti d'acqua presenti.

## Monumenti e luoghi d'interesse

### Siti archeologici
- Rovine della Chiesa di Sant'Elena (Sant'Elene in sardo): suggestive rovine della chiesetta medievale, di cui restano oggi due archi in pietra, di fianco alla chiesetta moderna costruita sul finire del secolo XX.
- Area archeologica di Janna 'e Pruna.
- Fonte nuragica di Su Notante.

### Foreste
- Pineta di Norghio.
- Su Padente (lecceto secolare).

## Turismo
Oltre alla presenza della colonia estiva di Norghio e alle visite guidate archeologiche, negli ultimi anni il Monte Senes è diventato meta di avventori per escursioni Archiviato il 23 marzo 2023 in Internet Archive. a piedi, in bicicletta e a cavallo, oltre che per l'arrampicata.